# لیا کاتب
لیا کاتب (زادهٔ ۱۱ اوت ۱۹۹۹) شخصت تلوزیونی آمریکایی-ایرانی‌تبار است. او در سال ۲۰۲۴ در فصل ششم برنامه رئالیتی‌ شو «جزیره عشق» شبکه پیکاک شرکت کرد و به مقام دوم دست یافت.

## زندگی و حرفه
لیا کاتب در ۱۱ اوت ۱۹۹۹ در لس‌آنجلس، کالیفرنیا به دنیا آمد. او اصالتاً ایرانی‌تبار است و یک خواهر به نام داریا دارد. در سال ۲۰۲۴، کاتب برای فصل ششم سریال «جزیره عشق» انتخاب شد. او در ابتدا با راب راش و کانر نیوسام وارد رابطه شد و سپس در روز پانزدهم با میگل هاریچی همراه شد. کاتب و هاریچی در روز سی‌ودوم به مقام دوم دست یافتند. رابطه اولیه او با راش در این برنامه طرفداران بسیاری پیدا کرد، زیرا مخاطبان به سرعت مجذوب پویایی رابطه آن‌ها و رفتار کاتب در طول برنامه شدند. او همچنین با انتشار نقل‌قول‌های طنزآمیز خود در تیک‌تاک به شهرت ویروسی دست یافت، که این امر به افزایش چشمگیر دنبال‌کنندگان و مخاطبان او کمک کرد. دوستی کاتب با دیگر شرکت‌کنندگان، سرینا پیج و جِنِی کریگ، که به گروه «پی‌پی‌جی» معروف شدند، نیز به سرعت در فضای مجازی مورد توجه قرار گرفت و بینندگان شیفتهٔ این دوستی شدند. طرفداران پس از مشاهدهٔ پیوند عمیق آن‌ها در طول فصل و پس از پایان فیلم‌برداری، خواستار تولید برنامه‌ای اختصاصی برای این سه نفر شدند. کاتب پس از حضور در این برنامه، تأییدیه‌ها و حمایت‌های متعددی دریافت کرد. پس از موفقیت فصل ششم «جزیرهٔ عشق»، در سال ۲۰۲۵ اعلام شد که او در سریال اسپین‌آف شبکه پیکاک با عنوان «جزیرهٔ عشق: فراتر از ویلا» حضور خواهد یافت.

## فیلم‌شناسی
| سال  | عنوان                          | نقش                  | Ref.   |
| ---- | ------------------------------ | -------------------- | ------ |
| ۲۰۲۴ | جزیره عشق، ایالات متحده آمریکا | نایب قهرمان؛ فصل ششم | [ ۱۲ ] |
| ۲۰۲۵ | جزیره عشق: فراتر از ویلا       | خودش                 | [ ۱۳ ] |

## پیوندهای به بیرون
- لیا کاتب در بانک اطلاعات اینترنتی فیلم‌ها (IMDb)